# ديفيد اتشوكارو
ديفيد اتشوكارو (بالإسبانية: David Achucarro) هو لاعب كرة قدم أرجنتيني في مركز الدفاع، ولد في 5 يناير 1991 في بوينس آيرس في الأرجنتين. لعب مع تاليريس كوردوبا.

## وصلات خارجية
- ديفيد اتشوكارو على موقع قاعدة بيانات كرة القدم.إي يو (الإنجليزية)
- ديفيد اتشوكارو على موقع Soccerway.com (الإنجليزية)